# 太慈桥街道
太慈桥街道是中华人民共和国贵州省貴陽市南明区下辖的一个街道办事处。
2012年8月14日，贵阳市人民政府通知决定撤销49个街道办事处，设立90个社区服务中心。
2020年1月10日，贵阳市人民政府通知决定撤销社区服务中心，恢复设立街道办事处。

## 行政区划
太慈桥街道下辖以下村级行政区划单位：
艺校社区、康瑞苑社区、工具厂社区、青山路社区、南郊社区、青山二社区、车水路社区、凤凰路社区、凤栖社区、电建一公司社区、青山一社区、青城社区、国际城一社区、国际城二社区、国际城第三社区。